# Gottfried Egger
Gottfried Egger (Aarwangen, 6 juni 1830 - Worb, 13 oktober 1913) was een Zwitsers bierbrouwer.
Nadat Egger in de leer was geweest als brouwer bij zijn broer August in Aarwangen, ging hij in 1851 en 1852 op reis door Europa en bezocht onder andere de steden Londen, Parijs, München en Praag. Hierna ging hij als werknemer aan de slag in de brouwerij van zijn broer.
In 1855 vertrok hij naar de Verenigde Staten en zette een eigen brouwerij op in Aurora, nabij Chicago. Vanwege familie-omstandigheden keerde hij in 1862 terug naar Zwitserland en voerde hier de petroleumlamp in. Hij startte in 1863 zijn eigen brouwerij in Worb, nabij Bern. Tegenwoordig is Brouwerij Albert Egger nog steeds familiebezit.